# Aarhus Festuge

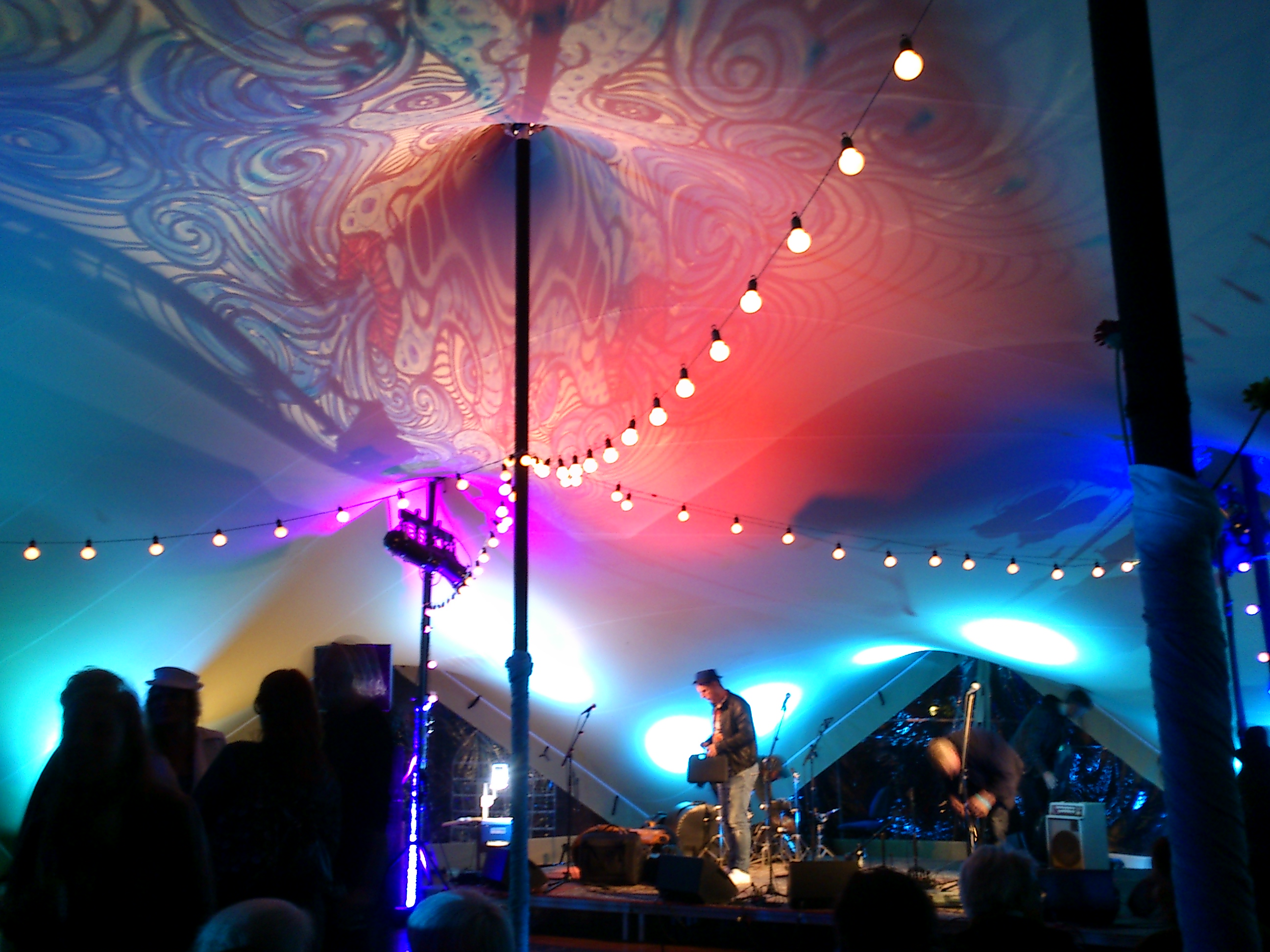
Aarhus Festuge v roce 2016

Aarhus Festuge je kulturní festival konaný v dánském Aarhusu, jehož první ročník proběhl v roce 1965. Festival probíhá vždy od konce srpna do počátku září a konají se zde různá hudební, taneční a divadelní představení. Každý rok je vybráno motto a v souladu s ním jsou vybírány umělci, kteří zde vystoupí. Různé akce se konají na různých místech po celém Aarhusu.